# Bryum taimyrense
Bryum taimyrense là một loài rêu trong họ Bryaceae. Loài này được Broth. & Bryhn mô tả khoa học đầu tiên năm 1910.